# Mysmena arcilonga
Mysmena arcilonga là một loài nhện trong họ Mysmenidae.
Loài này thuộc chi Mysmena. Mysmena arcilonga được miêu tả năm 2008 bởi Lin & S. Q. Li.